# Kościół Matki Bożej Jerozolimskiej w Warszawie
Kościół Matki Bożej Jerozolimskiej w Warszawie – rzymskokatolicki kościół rektoralny znajdujący się w warszawskiej dzielnicy Śródmieście, przy ulicy Łazienkowskiej. Należy do Monastycznych Wspólnot Jerozolimskich.
Świątynia została zaprojektowana w 1912 roku przez architekta Hugona Kuderę. W 1916 roku rozpoczęła się budowa kościoła. W 1917 roku została erygowana nowa parafia, która otrzymała wezwanie Matki Boskiej Częstochowskiej. Świątynia była wznoszona etapami i konsekrowana została w 1933 roku, ale ostatecznie inwestycja nie została zakończona przed wybuchem II wojny światowej.
Podczas powstania warszawskiego świątynia Matki Boskiej Częstochowskiej pełniła funkcję szpitala powstańczego. Kościół został zniszczony przez nalot hitlerowskiego lotnictwa, grzebiąc w swoich ruinach rannych. Po wyzwoleniu Warszawy ruiny zostały prowizorycznie zabezpieczone. Przez lata nabożeństwa prowadzone były w uszkodzonym kościele przy ulicy Łazienkowskiej.
Na początku lat 70. XX wieku rozebrana została fasada frontowa dawnej świątyni parafialnej. Równocześnie rozpoczęto odbudowę i rozbudowę kościoła. Projekt został przygotowany przez architektów: Tomasza Turczynowicza, Annę Bielecką i Piotra Walkowiaka. Autorzy nadali świątyni oraz zespołowi towarzyszących mu budynków kształt średniowiecznego zamku, a cały projekt utrzymanu w duchu postmodernizmu. W nowe bryły zostały wkomponowane przedwojenne fragmenty budowli (wieża i kolumnada). Budowa kościoła, która otrzymała nowe wezwanie Matki Bożej Jerozolimskiej, została zakończona w 1983 roku.